# هارونا ایکوبو
هارونا ایکوبو (انگلیسی: Haruna Iikubo؛ زادهٔ ۷ نوامبر ۱۹۹۴) موسیقی‌دان اهل ژاپن است. وی از سال ۲۰۱۱ میلادی تاکنون مشغول فعالیت بوده‌است.